# Wallington (Londen)
Wallington is een wijk in het Londense bestuurlijke gebied Sutton, in de regio Groot-Londen.

## Geboren in Wallington
- Jeff Beck (1944-2023), gitarist (o.a. The Yardbirds, The Jeff Beck Group, Beck, Bogert & Appice)

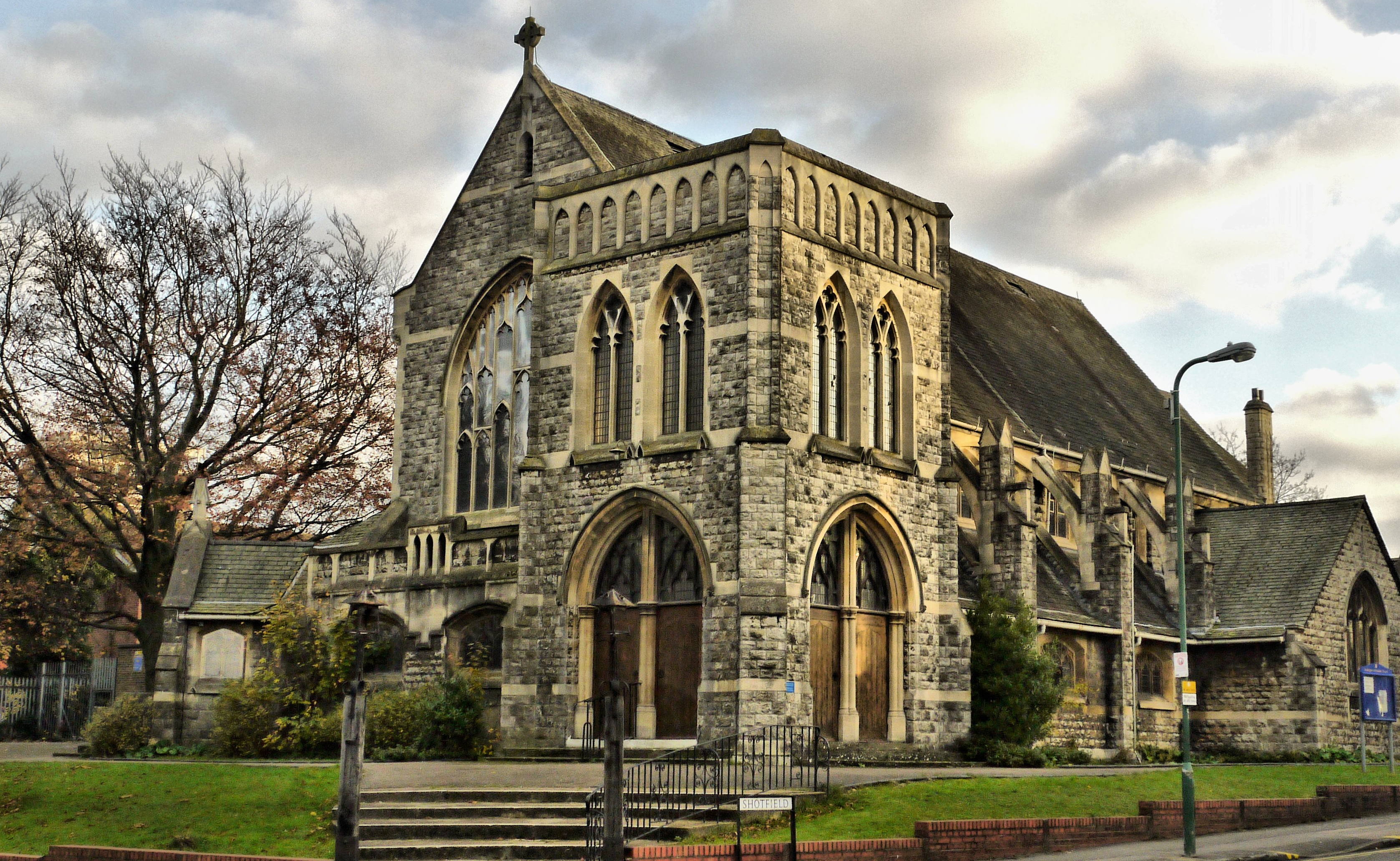
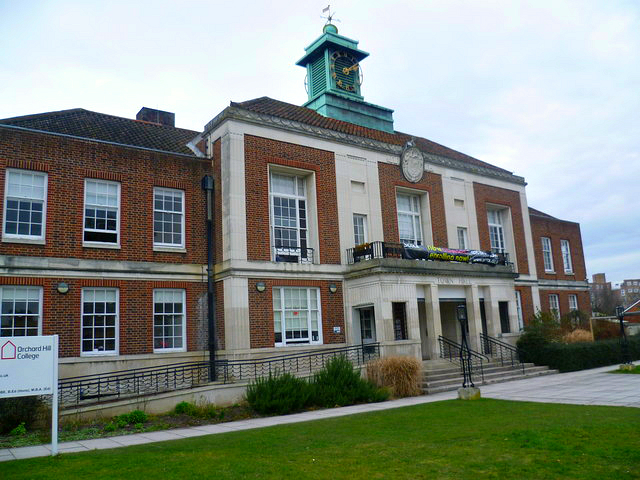
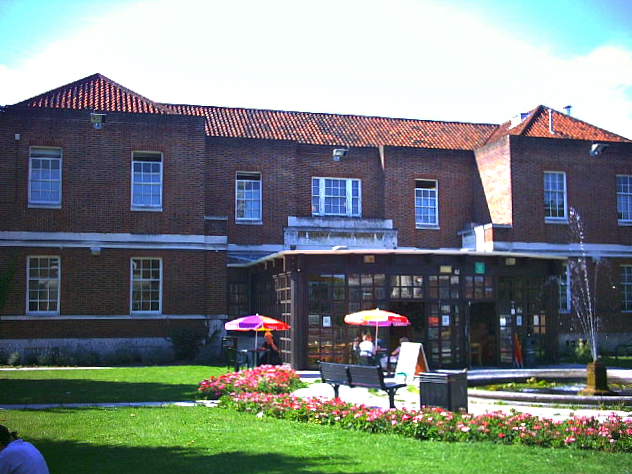
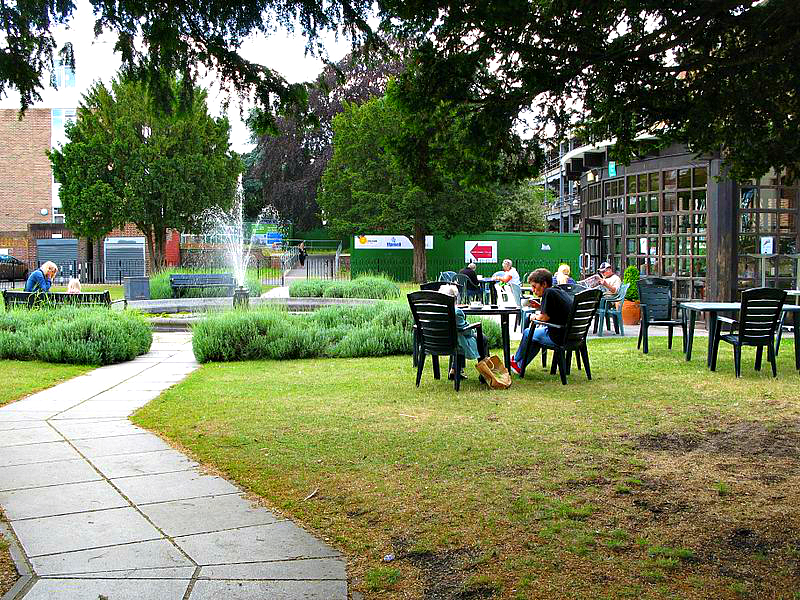
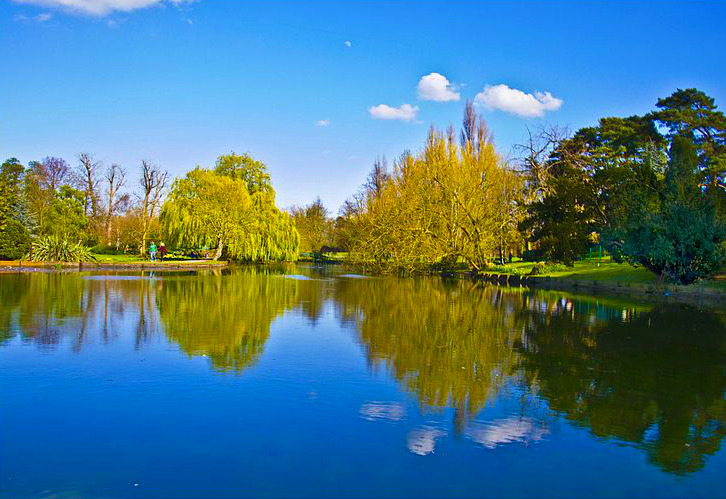
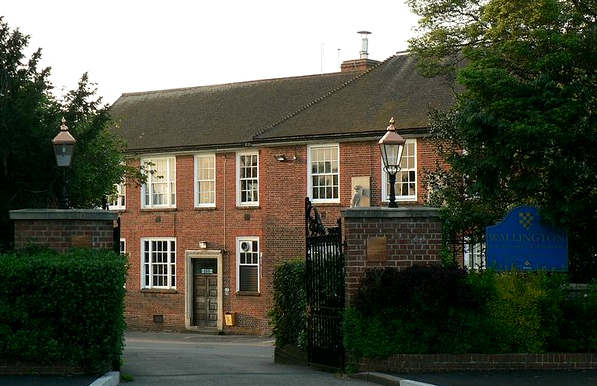